# Unge Høyre
Unge Høyres Landsforbund er en norsk liberalkonservativ politisk ungdomsorganisation, der støtter partiet Høyre. Organisationen havde 3.078 medlemmer (2022) og blev grundlagt i 1922.
I forhold til moderpartiet er Unge Høyre på flere områder mere liberalt. Unge Høyre er for norsk medlemskab af EU og NATO.
Organisationens formand er pr. 2020 Sandra Bruflot.